# Hrvatska Kostajnica
Hrvatska Kostajnica (alemany: Castanowitz; italià: Costainizza) és una ciutat de Croàcia que es troba al comtat de Sisak-Moslavina.